# Luigi Castagno
Luigi 'Gino' Castagno (Torino, 11 luglio 1893 – Torino, 12 dicembre 1971) è stato un politico e sindacalista italiano.

## Biografia
Nel 1909 è stato tra i fondatori del Movimento giovanile socialista e ne divenne segretario nella sezione a Torino, nel 1910 fu nel consiglio direttivo della sezione torinese della Federazione Italiana Operai Metallurgici (FIOM), nel 1945 entrò nella federazione provinciale di Torino del Partito Socialista Italiano e ne divenne segretario dal 1950 al 1954 e dal 1949 al 1955 fu membro del Comitato centrale del PSI. Consigliere comunale a Torino nel 1946, nell'aprile del 1948 fu eletto al Senato nella lista del Fronte Democratico Popolare nel collegio di Torino e nel 1958 fu eletto alla Camera dei deputati con il PSI. Dal 1946 al 1955 è stato nel comitato centrale della FIOM e nel 1965 aderì al Partito Socialista Italiano di Unità Proletaria. Morì a Torino nel 1971.